# Nammo
Nammo AS ist ein norwegisch-finnischer Rüstungskonzern mit Sitz in Raufoss. Die Unternehmensgruppe ist weltweit mit Tochtergesellschaften aktiv. Sie stellt vorwiegend Infanteriemunition und -waffen her, darunter Munition mit sehr speziellem Einsatzzweck, bleifreie Munition, Übungsmunition, Platzpatronen, Munition für Jagdgewehre und Polizeikräfte, Signalmunition. Dazu kommt ein weites Spektrum von unterschiedlicher Mittelkalibermunition von 20 mm bis 57 mm. Lieferbar sind 60 mm, 81 mm und 120 mm Mörsergranaten, verschiedene 40 mm Granatwerferpatronen. Nammo ist ein Hersteller von 120-mm-Panzermunition und 155-mm-Artilleriemunition und Treibladungen.
Das Unternehmen baut und liefert Feststoffraketenantriebe für verschiedene Raketen, beispielsweise für Flugabwehrraketen und Zünder für Feststoffraketentriebwerke im militärischen und nichtmilitärischen Bereich. Nammo entwickelt spezialisierte kundenspezifische Produkte, beispielsweise Sprengladungen, die Raketenstufen voneinander trennen oder an Kampfflugzeugen leere Zusatztanks abwerfen.
Darüber hinaus ist sie in Europa einer der führenden Anbieter im Spezialgeschäft der Munitionsvernichtung. Besonderes Know-how hat die Gesellschaft über ihren deutschen Standort bei der Entsorgung von Streumunition.

## Geschichte
1998 entstand die heutige Gruppe durch den Zusammenschluss der Patria Industries Oyj, Finnland, der Celsius AB, Schweden und der Raufoss ASA, Norwegen (gegründet 1896 als Rødfoss Patronfabrik). 2022 waren die Patria Oyj und der norwegische Staat zu je 50 % am Unternehmen beteiligt. Der Board Chairman wechselt regelmäßig jährlich zwischen den beiden Eigentümern.
In Deutschland sind die Nammo Buck GmbH in Storkow (Mark), die Nammo Schönebeck GmbH (ehem. Lapua GmbH) in Schönebeck und zu 60 % die ND PressTec GmbH in Schwerte Mitglieder der Gruppe.
Nach eigenen Angaben generieren die Kunden in Europa und Nordamerika den Umsatz zu 90 %. Nammo vertreibt Produkte unter den Markennamen Lapua, SK, Vihtavuori, Berger und Hansson Pyrotech.